# Techentin (Ludwigslust)
Techentin war ein eigenständiges Dorf in Westmecklenburg und gehört seit seiner Eingemeindung 1972 zum Stadtgebiet von Ludwigslust im heutigen Landkreis Ludwigslust-Parchim.

## Geografie
Im Norden grenzt Techentin direkt an den Stadtbereich von Ludwigslust. Die Bebauung geht allerdings nicht fließend ineinander über, sondern ist erkennbar durch Gärten, Wiesen und Sportanlagen getrennt. Im Osten wird Techentin von einem Waldgebiet begrenzt, im Süden und Westen liegen vor allem landwirtschaftlich genutzte Felder und Wiesen.

## Geschichte
Techentin wurde erstmals 1525 urkundlich erwähnt. Während des Dreißigjährigen Krieges war Techentin im Jahr 1637 zur Hälfte zerstört.
Nachdem ab 1704 ein Schulmeister angestellt war, wurde im Jahr 1835 eine Schule errichtet und in der Folgezeit erweitert. 1892 erhielt Techentin an der zwei Jahre zuvor eröffneten Bahnstrecke Ludwigslust–Dömitz eine Haltestelle. Im Jahr 1936 wurde die Freiwillige Feuerwehr Techentin gegründet.
In den 1950er Jahren schlossen sich die bis dahin selbstständigen Bauern in Landwirtschaftliche Produktionsgenossenschaften zusammen. Am 1. Oktober 1972 erfolgte die Eingemeindung in Ludwigslust.
Nach der Wiedervereinigung entstanden in den 1990er Jahren in Techentin mehrere Neubau-Siedlungen mit hauptsächlich Einfamilienhäusern. Außerdem wurden im westlichen Teil von Techentin Gewerbestandorte erschlossen, an denen sich mehrere Unternehmen ansiedelten. 2001 wurde die Bahnstrecke Ludwigslust–Dömitz endgültig stillgelegt, nachdem ein Jahr zuvor der Personenverkehr eingestellt wurde.
Im Jahr 2015 feierte Techentin das 490-jährige Jubiläum.

## Wirtschaft und Infrastruktur
In Techentin gibt es eine Kindertagesstätte und eine Grundschule. Außerdem existiert eine Freiwillige Feuerwehr und der Techentiner Carneval Club (TCC).
Neben vielen kleineren Betrieben sind auch einige größere Firmen in Techentin ansässig:
- Fenix Outdoor Logistics GmbH
- LFW Ludwigsluster Fleisch- und Wurstspezialitäten GmbH & Co. KG
- RATTUNDE & Co GmbH (integrierte Sägesysteme)
- LSS Lewens Sonnenschutz-Systeme GmbH & Co. KG
- Haar Mecklenburg GmbH & Co. KG
- GE Grid Messwandler GmbH (geschlossen im März 2017[3])